# 2740 Цой
2740 Цой (2740 Tsoj) — астероїд головного поясу, відкритий 26 вересня 1974 року.
Тіссеранів параметр щодо Юпітера — 3,229.